# Sor (muzikant)
Rosario Mussendijk (Hoorn, 22 september 1996), beter bekend onder de artiestennaam sor, is een Nederlandse muzikant en producer. Tevens maakt hij deel uit van het hiphop-collectief Black Acid.

## Biografie
Al vrij snel na zijn geboorte vertrok het gezin naar Amsterdam-Zuidoost, flat omgeving Kraaiennest Hij doorliep er de lagere school en middelbare school, die laatste een Hoger algemeen voortgezet onderwijs (Havo) in Buitenveldert. Hij wilde in een moeizame jeugd eigenlijk architect worden, later psycholoog. In 2024 vond hij dat hij een combinatie van die twee was geworden, muziek deels als zelftherapie. Gedurende het seizoen 2016/2017 studeerde hij aan de Hogeschool voor de Kunsten Utrecht, tussen 2017 en 2020 aan de Herman Brood Academie.  Al op jonge leeftijd kreeg hij pianoles maar zag geen toekomst in het uitvoeren van andermans muziek.
Sor staat sinds 2019 onder contract bij het muzieklabel Universal (Noah's Ark) en bij publishing BMG Talpa Music. Hij is niet alleen verantwoordelijk voor de zang, maar ook voor een groot gedeelte van de producties.
In februari 2018 kreeg hij te maken met gehoorverlies, sindsdien gaat hij met hoorapparaatjes door het leven. Het dwong hem ertoe creatiever te gaan werken. Sindsdien maakt hij muziek door het gebruik van synthesizers, een SubPac. Sor heeft twee succesvolle ep's uitgebracht: Phonak en Professor.
Sor heeft samengewerkt met diverse artiesten, onder wie Yade Lauren, S10, Hef, Jonna Fraser, Cho, Winne.maar ook bijvoorbeeld met Wibi Soerjadi.
In het seizoen 2021/2022 nam hij deel aan het televisieprogramma Maestro en won hij de finale van het seizoen.
In 2023 won hij een Edison en stond op Lowlands 2023.
In 2024 nam hij deel aan het 24e seizoen van Wie is de Mol? Hij bereikte de finale, waarin hij nipt verloor van Fons Hendriks. Bovendien stond hij in de nazomer van dat jaar in het Nelson Mandelapark met het Concertgebouworkest. Een optreden in het voorprogramma van Anouk in de Ziggo Dome zegde hij af, vanwege in zijn ogen discriminerende teksten, die de zangeres gebezigd had.

## Discografie

### Albums
| Jaar | Album          | [ 6 ] | [ 6 ] | Vlag van België | Vlag van België | Opmerkingen |
| Jaar | Album          | 100   | weken | 200             | weken           | Opmerkingen |
| ---- | -------------- | ----- | ----- | --------------- | --------------- | ----------- |
| 2019 | Phonak         | –     | –     | –               | –               | ep          |
| 2020 | Professor      | –     | –     | –               | –               | ep          |
| 2022 | Bae Doven No.1 | 30    | 1     | –               | –               |             |
| 2022 | Bae Doven No.2 | –     | –     | –               | –               |             |
| 2022 | Bae Doven No.3 | 28    | 2     | –               | –               |             |
| 2023 | Bae Doven      | 6     | 1     | –               | –               |             |

### Singles
| Jaar | Nummer                   | Vlag van Nederland | Vlag van Nederland | Opmerkingen |
| Jaar | Nummer                   | 100                | weken              | Opmerkingen |
| ---- | ------------------------ | ------------------ | ------------------ | ----------- |
| 2018 | Bestie                   | –                  | –                  |             |
| 2019 | CAP                      | –                  | –                  |             |
| 2019 | Fam                      | –                  | –                  |             |
| 2020 | Dealers                  | –                  | –                  |             |
| 2020 | eastwest                 | –                  | –                  |             |
| 2020 | niet verkeerd            | –                  | –                  |             |
| 2020 | Problem                  | –                  | –                  |             |
| 2022 | Zo zijn                  | 52                 | 1                  |             |
| 2022 | Lost Souls (ft. Bully)   | –                  | –                  |             |
| 2022 | Iced Out                 | –                  | –                  |             |
| 2023 | Het Is Oké (ft. Tabitha) | –                  | –                  |             |
| 2025 | zone                     | –                  | –                  |             |

- MusicBrainz: 92f376c4-9718-4546-a410-f5a9e3676ba0